# Born Too Late (Album)
Born Too Late (englisch zu spät geboren) ist das dritte Album der amerikanischen Traditional-Doom-Band Saint Vitus. Nachdem der Sänger Scott Reagers die Gruppe verlassen hatte, wurde für Born Too Late Scott „Wino“ Weinrich als Ersatz gewonnen.
Ursprünglich hinter dem erhofften kommerziellen Erfolg zurückgeblieben entwickelte sich Born Too Late zu einem Album mit Kultstatus in der Metal-Szene. Rückblickend zählt es zu den bedeutendsten und prägendsten Veröffentlichungen des gesamten Doom-Metal-Spektrums und wird als ein wichtiger Katalysator in der Entstehung weiterer Musikstile wie Stoner Rock, Grunge und Sludge betrachtet.

## Geschichte
Bis 1986 veröffentlichten Saint Vitus zwei Alben und eine EP auf dem Hardcore-Punk-Label SST Records, tourte und spielte mit Hardcore-Punk-Bands wie Minutemen und Black Flag. Während Musiker wie Henry Rollins und Ian MacKaye die Band sehr schätzten und als Vorgruppe buchten, lehnte das Publikum, das eine antagonistische Rivalität zwischen Metal und Punk sah, sie als Metalband aggressiv ab. Der noch nicht als solcher bezeichnete Doom Metal der Band blieb ein Nischenphänomen in der auf Tempo und spielerische Finesse ausgerichteten amerikanischen Metalszene, im Gegensatz zum damals aufkommenden Thrash Metal oder dem populären, auf Hedonismus und Eskapismus ausgerichteten Glam Metal, der es bis in den Mainstream schaffte.
Die Musiker wurden auf der Bühne bespuckt und gerieten in Schlägereien mit dem Punk-Publikum. Und die auf dem Hardcore-Punk-Label veröffentlichten Alben waren kommerziell nicht erfolgreich. Als Reaktion auf die fortwährende Situation der Band teilte Sänger Scott Reagers dem Bandleader Dave Chandler mit, dass er die Band verlassen wolle. Chandler überredete Reagers zu einer letzten gemeinsamen Tournee in den ersten Monaten des Jahres 1986 und zur Aufnahme eines weiteren gemeinsamen Albums. Im April 1986 vergaß die Band den Sänger während einer Tournee auf einem Rastplatz. Reagers glaubte, dass die Band ihn absichtlich zurückgelassen hatte, weil er aussteigen wollte, und fuhr nach Hause nach Los Angeles, ohne die anderen gebuchten Konzerte zu spielen und die Aufnahmen zu beenden.
Auf der Suche nach einem Ersatz, mit dem Chandler die Band weiterführen konnte, stellte ein gemeinsamer Freund den Kontakt zu Scott “Wino” Weinrich her. Weinrich, der vom Protopunk der Stooges ebenso beeinflusst war wie vom Frühwerk von Black Sabbath, identifizierte sich kulturell als Punk und sah in Saint Vitus eine Option, mit einer einfachen, auf Authentizität bedachten Musik eine Brücke zwischen den Szenen zu schlagen. Als Kopf der Band verpflichtete der Gitarrist Chandler Weinrich, der bis dahin bei The Obsessed als Gitarrist und Sänger tätig war, ausschließlich für den Gesang. Weinrichs Band The Obsessed, hatte einen ähnlichen Hintergrund wie Saint Vitus, spielte langsamen psychedelischen Metal vor Punks und konnte sich auf dem Markt nicht etablieren. The Obsessed hatte sich kurz vor dem Angebot Chandlers mangels Erfolg und Vermarktungsmöglichkeiten aufgelöst. So wurde das 1984 für Metal Blade Records aufgenommene, selbstbetitelte Debütalbum von The Obsessed aufgrund des vom Glam- und Thrash-Metal dominierten Marktes bis 1990 nicht von dem Label veröffentlicht. Damit bestand Saint Vitus zur weiteren Aufnahme von Born Too Late aus Chandler als Gitarristen, Weinrich als Sänger, Mark Adams als Bassisten und Armando Acosta als Schlagzeuger. Die Gruppe hatte zu diesem Zeitpunkt bereits große Teile des Albums geschrieben und mit den Aufnahmen begonnen. Die Band verlor keine Zeit und probte mit Weinrich in einem Hinterhof-Schuppen in Lomira. Der Eigentümer des Hauses verkaufte Crack, laut Anselmi ein Faktor der dem Album zusätzliche Negativität verlieh.
Als Weinrich sein Bühnendebüt mit Saint Vitus in Palm Springs im Palm Springs Community Center im Vorprogramm von D.R.I. am 16. Mai 1986 gab, präsentierte die Band mit Clear Windowpane bereits ein Stück des Albums. Die begonnenen Aufnahmen zum dritten Studioalbum wurden im Total Access Studio in Redondo Beach mit dem Produzenten Joe Carducci mit Weinrich als Sänger zügig abgeschlossen. Dabei sang Weinrich aufgenommenen Gesangsspuren von Reagers im Studio neu ein. Als Toningenieure unterstützten Mike Lardie und Jim Mancuso die Aufnahmen. So konnte Born Too Late wenige Monate nach Reagers ausscheiden veröffentlicht werden.

## Albuminformationen
Im Oktober 1986, fünf Monate nach der Umbesetzung des Sängers, wurde Born Too Late als drittes Studioalbum der Band veröffentlicht. Das Album wurde zunächst von SST Records als LP und MC unter der Katalognummer SST 082 mit sechs einzelnen Stücken und einer Gesamtspielzeit von 34:36 Minuten veröffentlicht. Ende 1987 folgte eine Variante als CD, die um die Stücke der im September 1987 veröffentlichten EP Thirsty and Miserable ergänzt wurde. Mit neun Titeln hat die Variante als CD eine Gesamtspieldauer von 47:34 Minuten. Wiederveröffentlichungen der CD erschienen 1994 und 2013. Die Wiederveröffentlichungen als LP in den Jahren 2009 und 2011 behielten die Titelanzahl der Originalveröffentlichung bei. Wiederveröffentlichungen als MC sind nicht erschienen.

### Stil
Das Album wird dem Traditional Doom zugerechnet. In Abgrenzung zu Interpreten des gleichen Zeitraums wie Trouble und Pentagram die ebenso das Genre begründeten und dem Stil der frühen Veröffentlichungen von Black Sabbath folgten, sowie im Kontrast zu den Saint-Vitus-Alben mit Reagers zeichnete sich Born Too Late durch seinen rohen Charakter aus. Prägend sei dabei einerseits eine vernehmbare Reduktion des Gitarrenspiels und die neue Stimme der Band. Weinrichs roh rauer Gesang wirke vordergründig monoton, funktioniere allerdings „perfekt“ und beinhalte viel versteckten Ausdruck. Währenddessen wirke die Musik die meiste Zeit langsam und einfach. Eng an dem düsteren Klang der ersten vier Alben von Black Sabbath orientiert nutzt Chandler ein besonders langsames und dröhnend verzerrtes Riffing. Dadurch wirke Born Too Late „wie Black Sabbath auf Quaaludes, mit Bleianzügen unter Wasser.“

### Musik
Die auf Born Too Late präsentierte Musik wird als eine Kernveröffentlichung des Doom Metal und Traditional Doom wahrgenommen. Als früher Vertreter des Doom Metals in einem Brückenschlag zwischen der Attitüde des Hardcore-Punk und der Musik der frühen Black Sabbath zeichnet sich das Album überwiegend durch Schlichtheit und ein geringes Tempo aus. Das schnellste Stück des Albums Thirsty and Miserable verfügt über ein Metrum von 127 BpM, The Lost Feeling ist mit 71 BpM das langsamste Stück des Albums, gefolgt von Born Too Late mit 74 BpM, The War Starter mit 91 BpM und Look Behind You mit 94 BpM. Als schnellere Stücke werden da bereits Clear Windowpane mit 112 BpM, Dying Inside mit 117 BpM, H.A.A.G. mit 121 BpM und The End of the End 124 BpM wahrgenommen. Der Grundton der Stücke variiert. Born Too Late, The Lost Feeling und Thirsty and Miserable wurden in Gis-Dur geschrieben, Dying Inside, Look Behind You und H.A.A.G. in Cis-Dur, The War Starter in H-Dur und The End of the End in G-Dur.

### Texte
Born Too Late ist nicht als Konzeptalbum angelegt. Dennoch lässt sich die textliche Ausrichtung aller Stücke thematisch zusammenfassen. Überwiegend in einer Ich-Perspektive verfasst geht es um die Auseinandersetzung mit den eigenen Unzulänglichkeiten, vor allem um innere Konflikte, in Form einer lyrischen Selbstentblößung hinsichtlich Sucht und Entfremdetsein in der Gesellschaft. Eine Trennung von Autor (Überwiegend Chandler), Sänger (Weinrich) und Ich-Erzähler wird derweil in der Rezeption negiert. Stattdessen wird von tiefer Aufrichtigkeit und Authentizität ohne Selbstmitleid ausgegangen.
So wurde das Album von J. Bennett für das Decibel als „uneingeschränkter Triumph der autobiografischen Schwere“ gerühmt. Die Texte handeln mit Dying Inside von Alkoholismus, mit Clear Windowpane von LSD-Trips und mit The Lost Feeling von Depressionen während das Titelstück eine Sonderstellung im Album einnimmt und als Ausdruck des eigenen Außenseitertums angelegt ist. Das Stück The War Starter ist ein vom Kalten Krieg inspiriertes Antikriegslied. H.A.A.G. ist als Ansprache verfasst und schließt damit das Ende des „schwachsinnigen Witzes“  Existenz zu erfragen.
Die zur CD-Version hinzugefügten Stücke der EP Thirsty and Misery schließen sich der Ausrichtung des Albums an. Das Black-Flag-Cover Thirsty and Miserable beleuchtet die pathetischen Facetten der Alkoholabhängigkeit. Look Behind You befasst sich mit einer unbestimmten bis in Panik und Paranoia greifenden Angst und The End of the End ist ein weiteres Antikriegslied, das anders als The War Starter als Anklage aus sich einer postapokalyptischen Welt nach einem Atomkrieg verfasst wurde.

## Wirkung
Seinerzeit als Anachronismus und Exot zwischen Thrash- und Glam-Metal sowohl von der Metal-Presse wie von der Punkszene kaum wahrgenommen war Born Too Late kommerziell ein Misserfolg. Das Label gab keine Verkaufszahlen bekannt. Langfristig erwies sich Born Too Late als Fanliebling, und wurde mehrmals neu aufgelegt zu einem wegweisenden Genre-Klassiker mit Kultstatus der eine Vielzahl Interpreten im Traditional Doom und mit Grunge, Stoner und Sludge ganze Genre inspirieren sollte.

### Späte Rezeption
Andreas Stappert vom Magazin Deaf Forever bezeichnet das Album in der Genrechronik Die Geschichte des Doom, die er für ein Genre-Special des Magazins verfasst hat, als „absolute[n] Doom-Klassiker“. Auch in Ian Christes Chroniken des gesamten Metals Heavy Metal – Sound of the Beast wird Born Too Late als eines der essentiellen Alben des Genres geführt. Mit dem „grandiosen Trotz einer siegreichen Schildkröte“, schrieb Christe habe sich Born Too Late vom hymnischen Titelstück bis zum Black-Flag-Cover Thirsty and Misery, gegen die, den Mainstream bestimmende, Hyperaktivität des Glam Metals behauptet. Wie Christe andeutete wird das Stück Born Too Late in der weitreichenden Rezeption des Albums als „Meilenstein“ der Band und des Genres, „inoffizielle Hymne“ der Doom-Metal-Szene und generell jedwedem Außenseitertums hervorgehoben. Diverse Chroniken, Bestenlisten und Genrevorstellungen verweisen aber auch insgesamt auf das Album als Veröffentlichung mit Schlüsselqualifikation für das Genre. Mit Weinrich als Sänger habe die Band einen anderen Fokus bekommen und ihre Stärken konsequent ausgespielt, lobte der Musikjournalist Chris Chantler Born Too Late in der Liste der 10 essential doom metal albums für den englischsprachigen Metal Hammer. Als eines dieser essentiellen Alben des gesamten Doom-Metal-Spektrums sei Born Too Late ein „düsteres, ausgemergeltes Monument der Entfremdung, des Krieges, des Wahnsinns und der Drogenabhängigkeit“. Als „Triumph der Hoffnungslosigkeit“ und „Maßstab des Elends“ sei das Album eine der besten Veröffentlichungen des Genres, urteilte Michael Berdan in seiner Liste The 10 Greatest Doom Metal Records Of All Time, die er für das Webzine We are the Pit verfasst hatte. In einer Sonderausgabe des Musikmagazins Decibel, mit dem Titel The Top 100 Doom Metal Albums of all Times wurde Born Too Late auf Platz zehn gelistet und als wegweisende Veröffentlichung bezeichnet, die dem damals noch namenlosen Genre einen Orientierungspunkt gab. Als noch prägender im Genre wird Born Too Late in der für die Auflistung der wichtigsten Alben des Traditional- und Epic-Doom des Webzines Metal.de als essentieller Bezugspunkt des gesamten Doom Metals beurteilt. Wer vom Doom Metal spreche, meine und lebe Born Too Late resümierte Marek Protzak. Thomas Schönbeck vom Webzine Bloodchamber zog in einer retrospektiven Besprechung ein ähnliches Resümee und schrieb, dass Born Too Late wie „[k]aum ein Album“ die stilistischen Merkmale des Genres „klar und simpel auf den kleinsten gemeinsamen Nenner“ bringe und zu Recht zu den essentiellen Veröffentlichungen des Genres gezählt werde. Und „obwohl SAINT VITUS […] sicherlich nicht die Erfinder dieser Stilrichtung [seien] und zu Zeiten der Veröffentlichung […] auch nicht die einzige Doom Band der Welt“ war, hafte „im Besonderen diesem Album der Ruf einer gewissen Einzigartigkeit an.“

### Einfluss
Der Einfluss des Albums erstreckt sich dabei über die Grenzen des Traditional Doom. So fungierte Born Too Late als ein Katalysator im Doom-Metal-Spektrums und über dieses hinaus. Paul Kott beschrieb für AllMusic die Verbindung von Weinrich und Saint Vitus als Ursache dieses Einflusses. Die Kombination sei in ihrer Zeit zwar kommerziell erfolglos geblieben, habe sich aber in der nuancierten Ausrichtung von Präsentation, Klang und Text hervorgetan, was eine Vielzahl von Persönlichkeiten der Popkultur inspiriert und beeinflusst habe. So führt er neben einer nicht benannten Vielzahl von Interpreten des Traditional Doom namentlich The Melvins, Nirvana, L7, Ian McKay, Greg Ginn, Henry Rollins, Monster Magnet, Kyuss, Electric Wizard, EyeHateGod, Grief und Sleep an. Der Autor J.J. Anselmi beschreibt in seiner Genrechronik Doomed to Fail insbesondere den sozialen Einfluss der Gruppe in der neuen Konstellation als kulturelle Öffnung zwischen Punk und Metal und wichtigen Wegbereiter für das hybride Genre Sludge. Andrew Earles schreibt der Gruppe und dem Album in seinem Buch Gimme Indie Rock: 500 Essential American Underground Rock Albums 1981–1996 noch weiteren Einfluss zu. So führt er diverse für den Grunge prägende Gruppen an, neben L7, Nirvana und The Melvins, auch Soundgarden und Mudhoney. Des Weiteren nennt er Alternative- und Indie-Rock-Bands wie Dinosaur Jr. und Helmet, den vollständigen Katalog des Labels Amphetamine Reptile Records und den gesamten Stoner-Rock und Stoner Doom als beeinflusst durch Born Too Late.